# Danse bretonne
La danse bretonne regroupe un ensemble de pratiques gestuelles issues de l'ancienne danse traditionnelle, pratiquée essentiellement dans les milieux paysans de Bretagne jusque dans l'entre-deux-guerres. Cette première approche mérite toutefois d'être nuancée d'emblée : les influences et les emprunts ont en effet existé entre les petites villes, les bourgs et les campagnes. Le milieu où s'est développée la danse traditionnelle bretonne doit donc être entendu comme une société rurale, mais pas exclusivement paysanne. Enfin, la tradition s'est éteinte à des moments variables selon les pays, dès la Première guerre mondiale dans certains cas, ou plus tard, après 1945. Elle a connu une réappropriation à la fin des années 1950, avec le développement des cercles celtiques et du fest-noz.

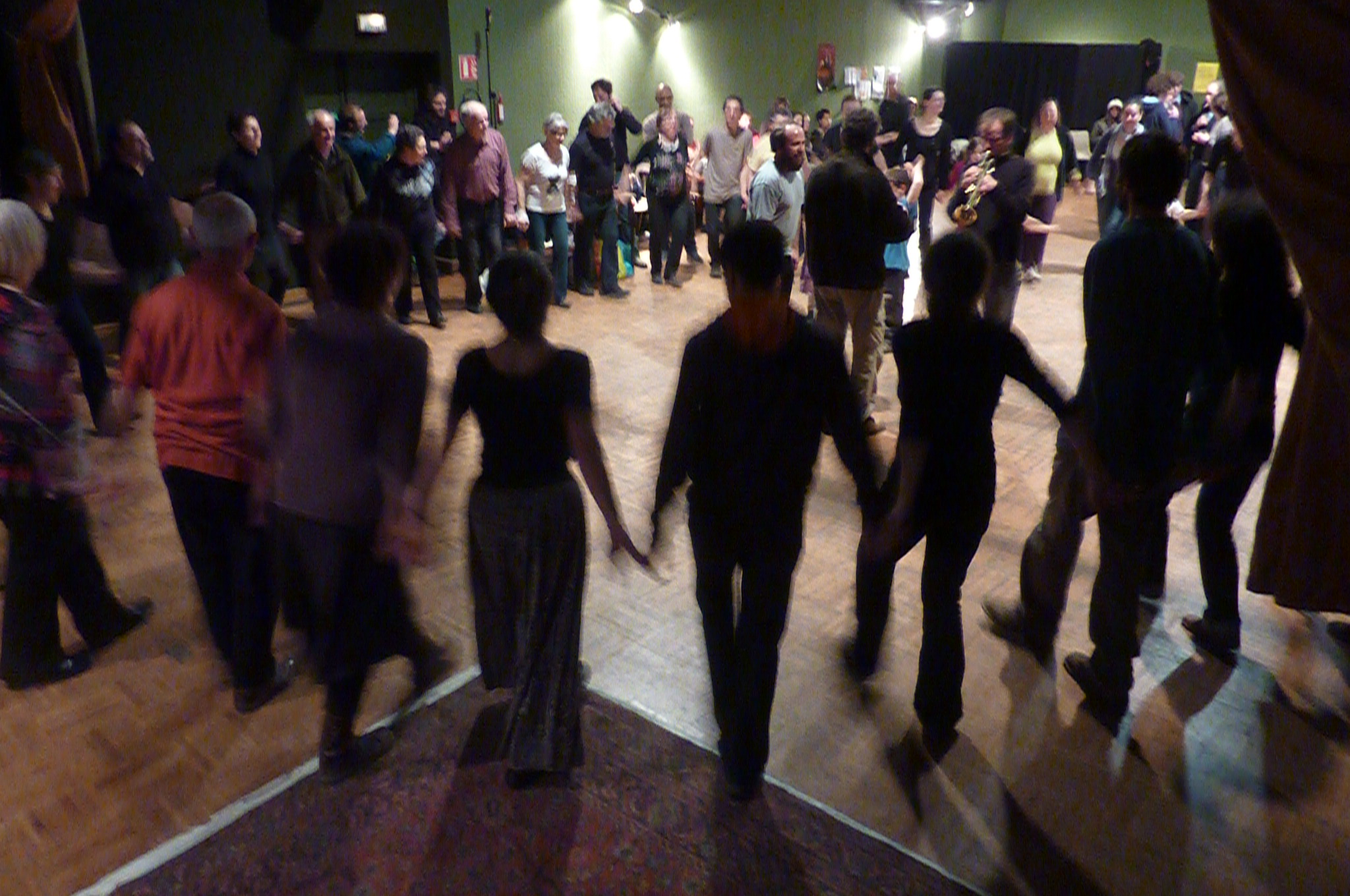
Fest-noz à Langon (Ille-et-Vilaine)

Comme toute danse traditionnelle, la danse bretonne se caractérise par une forme (en ronde, en chaîne, en quadrette, en couples), un pas (souvent en 4, 6 ou 8 temps) et enfin, un style. La grande majorité des danses, surtout les plus anciennes, sont des danses collectives, en rond ou en chaîne. Les danses en couple, en quadrette ou en cortège de couples sont des formes plus récentes, apparues à la fin du XIXe siècle.

## Origines
Les danses bretonnes sont principalement issues des branles de la Renaissance. La première chorégraphie d'une danse de Bretagne apparaît dans l’Orchésographie de Thoinot Arbeau en 1588 : il y parlait de tors, de caroles, de trihori et de branles. La danse étant un des piliers de la culture bretonne, les différentes danses ont continuellement évolué et atteignent aujourd'hui une très grande diversité. On peut en compter près de 500 si on retient toutes les variantes locales d'une même danse. Il faut cependant rappeler que les familles de danses sont nettement moins nombreuses puisqu'on peut tout ramener à une dizaine de danses « mères ».

### Moyen Âge
Aussi loin que remontent les sources historiques (c'est-à-dire à la Renaissance), deux types de danses bretonnes sont avérés : la gavotte (dañs tro, danse qui « fait le tour ») et le passepied.

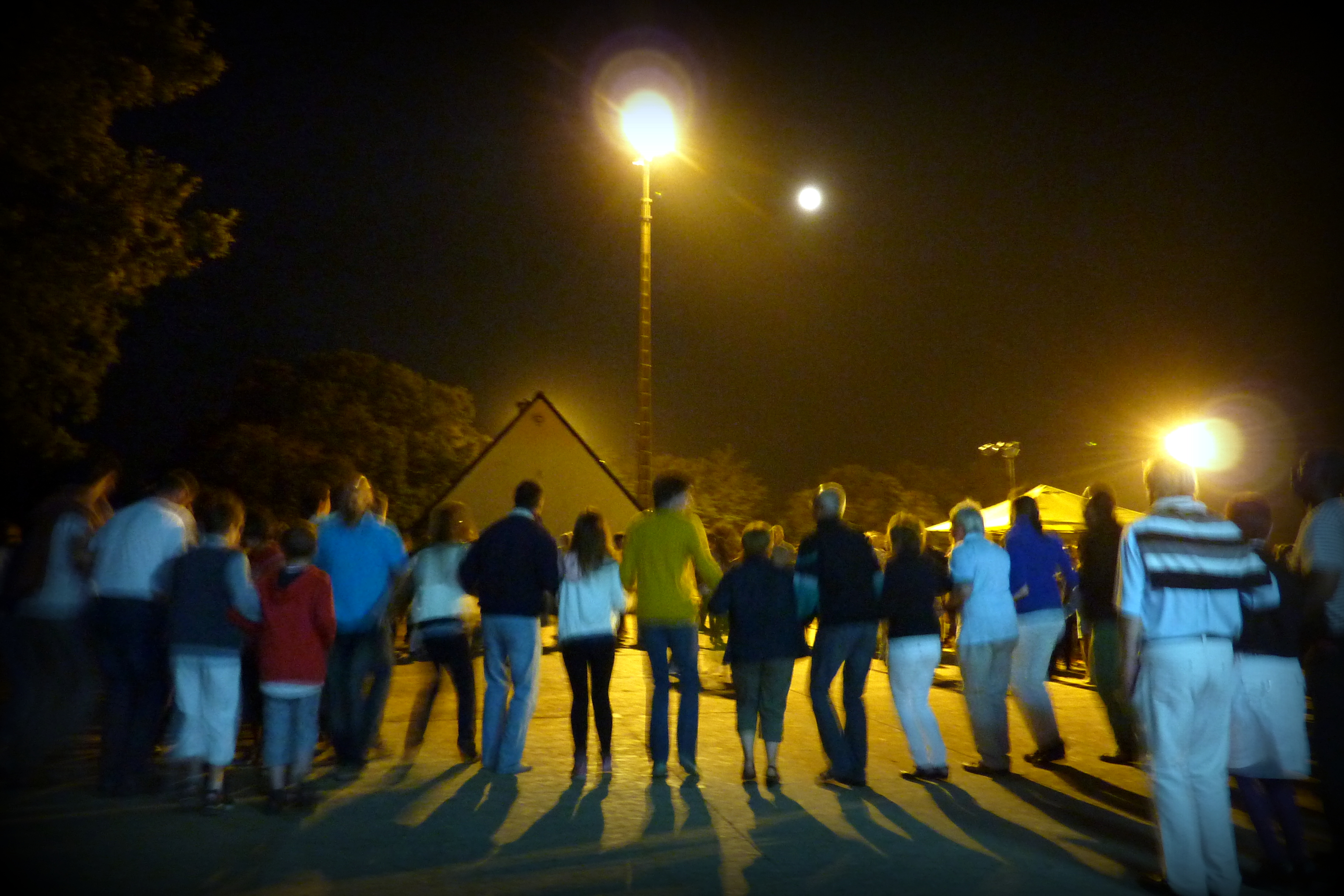
Gavotte en fest-noz à Saint-Quay-Perros

#### Gavottes
Les gavottes, dont de nombreuses variantes existent, dérivent peut-être des trihoris décrits dans l’Orchésographie. Cette transcription, le chanoine Thoinot Arbeau la réalise de mémoire, à 70 ans, l'ayant apprise dans sa jeunesse, sans donner d'informations sur son étendue géographique et sociale. Des écrivains du XVIe siècle parlent de formes de danses pratiquées par l'ensemble de la société bretonne mais l'hypothèse qu'une forme commune ait pu se développer entre les différents terroirs de la Bretagne médiévale et de la Renaissance est peu probable, au regard de l'isolement des communautés villageoises et le peu d'intérêt des lettrés de l'époque pour ces mœurs « vulgaires ». Les nombreuses similitudes avec les dañs tro donnent à penser que le trihori est vraisemblablement l'ancêtre de la gavotte de Basse-Bretagne, inﬂuencée également par le branle double.

#### Passepieds
Les passepieds (ainsi que l'équivalent en territoire bretonnant, le pach-pi) trouveraient leur origine au Moyen Âge.
L'hypothèse que la pratique aristocratique française se serait inspirée de la version bretonne du passepied est souvent avancée, bien que les versions françaises qui nous sont parvenues n'aient quasiment qu'en commun la similitude homonymique.

### Influences des branles de la Renaissance

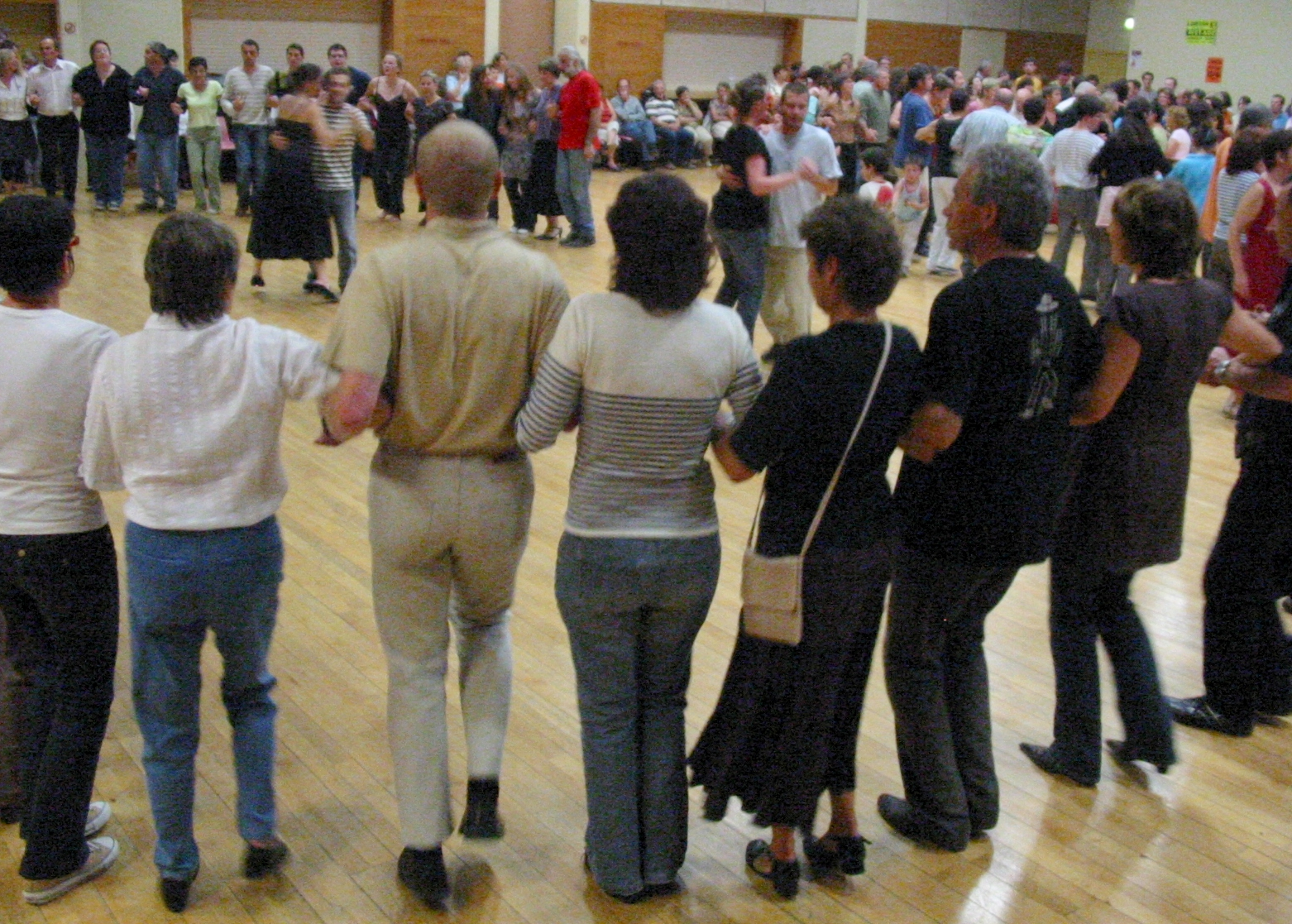
Hanter-dro au fest-noz du festival Mill Góll en 2007

À partir de la Renaissance, les branles se sont peu à peu propagés de la cour vers les classes populaires, probablement par l'entremise des nobles et de l'imitation. Les analogies évidentes avec les branles français (branle double et simple décrits par Thoinot Arbeau) semblent indiquer que l'en-dro et l'hanter-dro en seraient les descendants : les branles simples ont donné l'hanter-dro, la trigotine gallèse, etc. et les branles doubles (qui dérivent de ronds plus anciens) ont donné l'en-dro, le tour, la pilée menue, les ronds de Loire-Vilaine, les contre-ronds, le rond pagan, etc. La combinaison qui s'en est opérée sous le nom de dañs trikot correspondrait alors aux formes de branles coupés dans lesquelles alternaient aussi différentes formules simples et doubles.
Le plin, le rond de Landeda et le Rond de Penthièvre dériveraient également des branles gais d'influence française[réf. à confirmer]. Les branles ont influencé les terroirs de danse dans toute l'Europe (Asturies, Roumanie…) et même le Brésil. Les avant-deux, comme les guédennes, descendent des quadrilles (qui elles-mêmes dérivent des carrés lesquels dérivent eux-mêmes des contredanses d'influence française). Dans certaines guédennes, le cavalier soulève sa cavalière.

## Évolutions

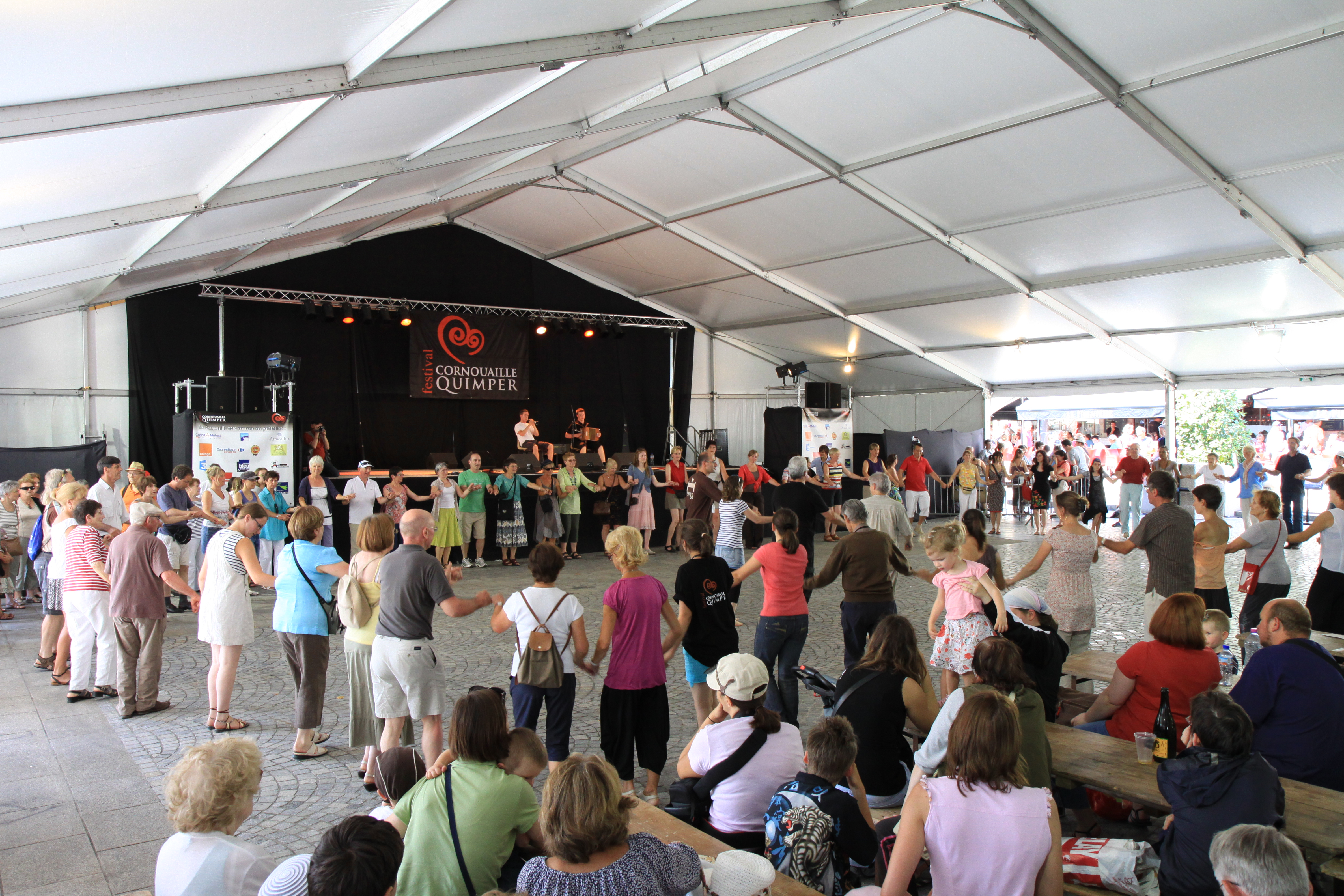
Ronde lors d'un fest-deiz au festival de Cornouaille 2010

La plupart des danses de fonds anciens de Basse et Haute-Bretagne privilégiaient la ronde ; les danses en couples (dañs kof a kof, « ventre contre ventre » en breton) étant mal vues dans la plupart des endroits et surtout par le clergé. Depuis la fin du XIXe siècle et le début du XXe siècle, la mode et le style des danses suivent l'évolution de la société qui passe progressivement de la vie en communauté à l'individualisme. Les rondes s'ouvrent en chaînes, les couples ont droit de cité dans la danse, les bals à deux, les danses en couples, etc. se multiplient : un certain nombre de rondes (notamment les gavottes) se sont ouvertes et ont donc accéléré, la ronde du Bas-Léon devient un cortège de couples dans la gavotte de Lannilis, etc.
Aujourd'hui, ces danses se pratiquent en Bretagne dans les festoù noz et les festoù deiz, dans les cercles celtiques où elles représentent la principale activité, ainsi que dans une moindre mesure lors des mariages. Ailleurs, en France et en Europe, on peut en danser certaines dans les bals folk.

### Modifications gestuelles
La libération de l'individu va entraîner des modiﬁcations gestuelles conséquentes. La cohésion de la ronde était encore renforcée par la tenue resserrée des bras des danseurs, limitant l’expression personnelle des danseurs aux seuls pas. Ce mode de liaison est resté en vigueur dans certains terroirs de dañs tro, leur préservant ainsi un caractère communautaire. Dans l’en dro, des mouvements de bras, différents suivant les endroits, peuvent être discrets mais aussi plus sophistiqués (gavotte bigoudène ou gavotte d'Hanvec par exemple).
Dans le pays vannetais et au sud-est de la Basse-Bretagne, la vieille danse (l’en dro) est en rivalité avec la nouvelle danse qu’est la ridée, apparue au XIXe siècle par adjonction de mouvement de bras aux danses de fonds plus anciens (hanterdro ou laridé-gavotte du pays de Pontivy par exemple). Il en va de même en Haute-Bretagne où la ridée va, partiellement, supplanter la danse de fonds ancien (la pilée menue). Dans le Léon, le rond de Landéda est une danse récente similaires aux laridés morbihannais.

### Emprunts aux voisins
Les modiﬁcations pouvaient être aussi le résultat d'inﬂuences d'un terroir à l'autre. Certains pays ont été influencés plus que d'autres, soit qu'ils se sont ouverts plus tôt, soit que leurs danses propres subissaient déjà une certaine désaffection, soit que les formes importées présentaient des similitudes avec celles déjà installées. Ainsi en Trégor, la dérobée trouvera un terrain de prédilection dans la mesure où l'ancienne danse en double front utilisait la forme du cortège (la dérobée de Guingamp par exemple à la fin du XIXe).
Le plus souvent, les altérations n'affectent que certains éléments de la danse : les formules d'appuis (parallèle entre le rond de Penthièvre et la dañs plin en pays Fañch), le style, le tempo (hanter dro et ridée), la structure rythmique, etc Parfois cependant, une danse entière peut être transposée d'un terroir à l'autre. C'est le cas de la dañs plin et de la dañs ﬁsel qui diffusent d'une aire à l'autre et trouvent place en premier ou troisième dans la suite tripartite, suites hybrides par interpénétration.

### Changements de dispositif

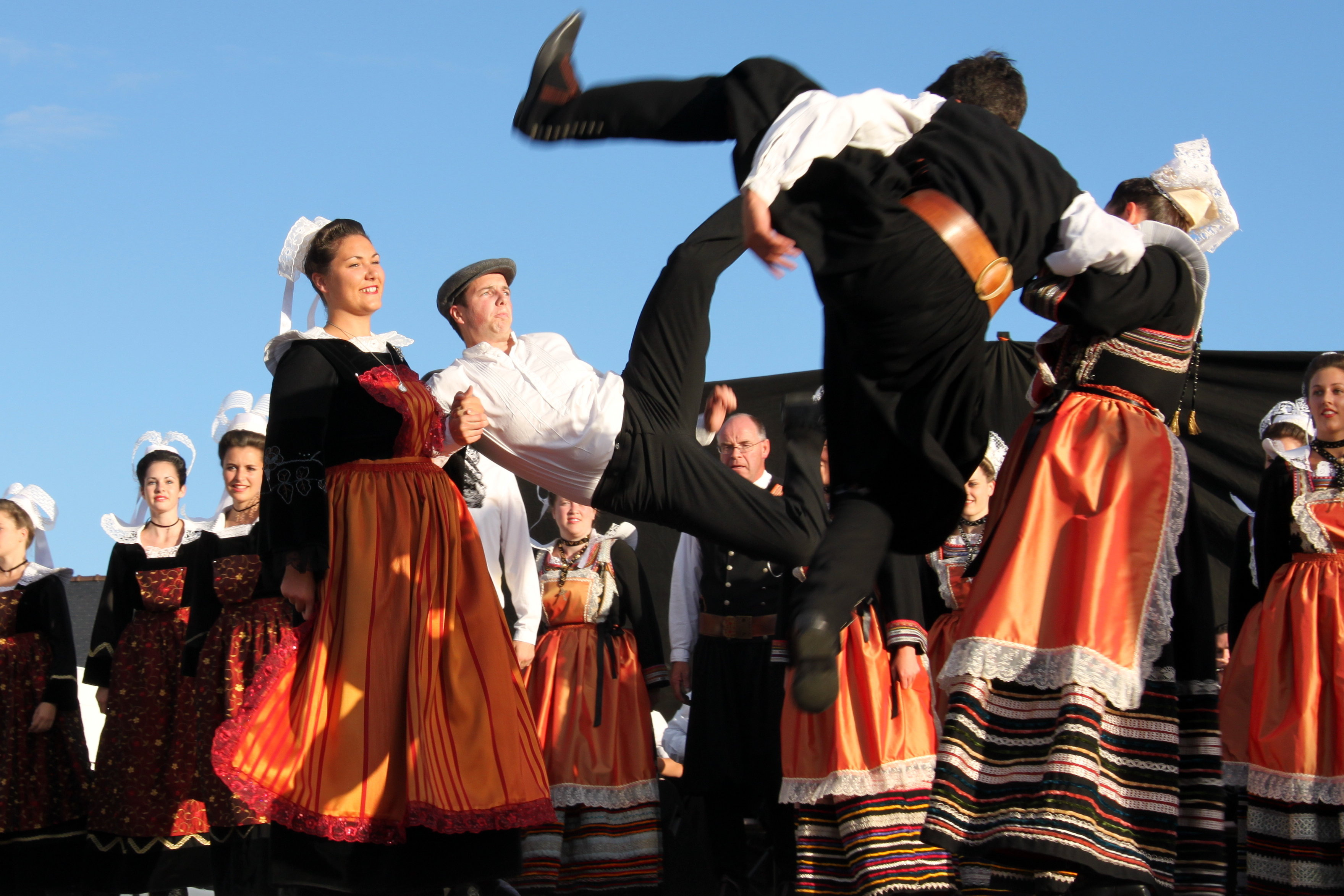
Gavotte Pourlet par le cercle Bleunioù Lann an Aven de Riec-sur-Bélon.

Les danses bretonnes de fonds anciens sont des danses dites communautaires : la ronde traduit et renforce la cohésion de la communauté. Mais l'affaiblissement du sentiment d'appartenance communautaire va émanciper l'expression individuelle. Le danseur éprouve peu à peu le besoin de se mettre en valeur et de rompre la circularité uniforme. De la ronde, qui, par définition, n'a ni début ni ﬁn, on passe à la chaîne ouverte. Automatiquement, celle-ci est menée par un premier danseur. Cette évolution procure honneur et plaisir à celui qui se voit déléguer la fonction de conduire la danse, selon Alexandre Bouët.
L'ouverture de la ronde permet donc des libertés évolutives. Mais cette longue chaîne reste une formation lourde à manœuvrer, malaisée pour le dernier danseur, n'offrant qu'à un nombre réduit de couples l'honneur d'être mis en valeur en la menant. Elle va se scinder en chaînes plus courtes pour aboutir progressivement à des formations plus modestes pouvant aller jusqu'à la quadrette (gavottes de pays de l'Aven). Les changements de direction après demi-tour, les permutations de place rendues plus faciles, vont individualiser encore davantage la danse, offrant à chacun l'occasion de « parader » à son tour. Dans certains pays, la scission de la chaîne va aller jusqu'au cortège de couples (en pays Bigouden).
Le clergé interdisant la danse à cause du contact entre hommes et femmes, les Bretons de la côte Nord y remédient en se tournant vers les contredanses anglaises : les gavottes dans le Haut-Léon ainsi que la dañs Treger et certaines guédennes du Penthièvre et du Poudouvre deviennent des danses en double front[réf. à confirmer]  (mettant hommes et femmes face à face sur deux lignes qui progressent parallèlement). La dañs Leon est sans doute la danse la plus ancienne du pays de Léon (Nord Finistère). Identique à la suite de danse du Trégor dans sa forme en double front, elle en diffère par un pas en 8 temps de la famille des gavottes tandis que la suite de danse du Trégor utilise un pas similaire à celui du rond de Penthièvre ou du plin. Cette dañs Treger est tombée en désuétude à la ﬁn du XIXe siècle.

### Arrivée des contredanses

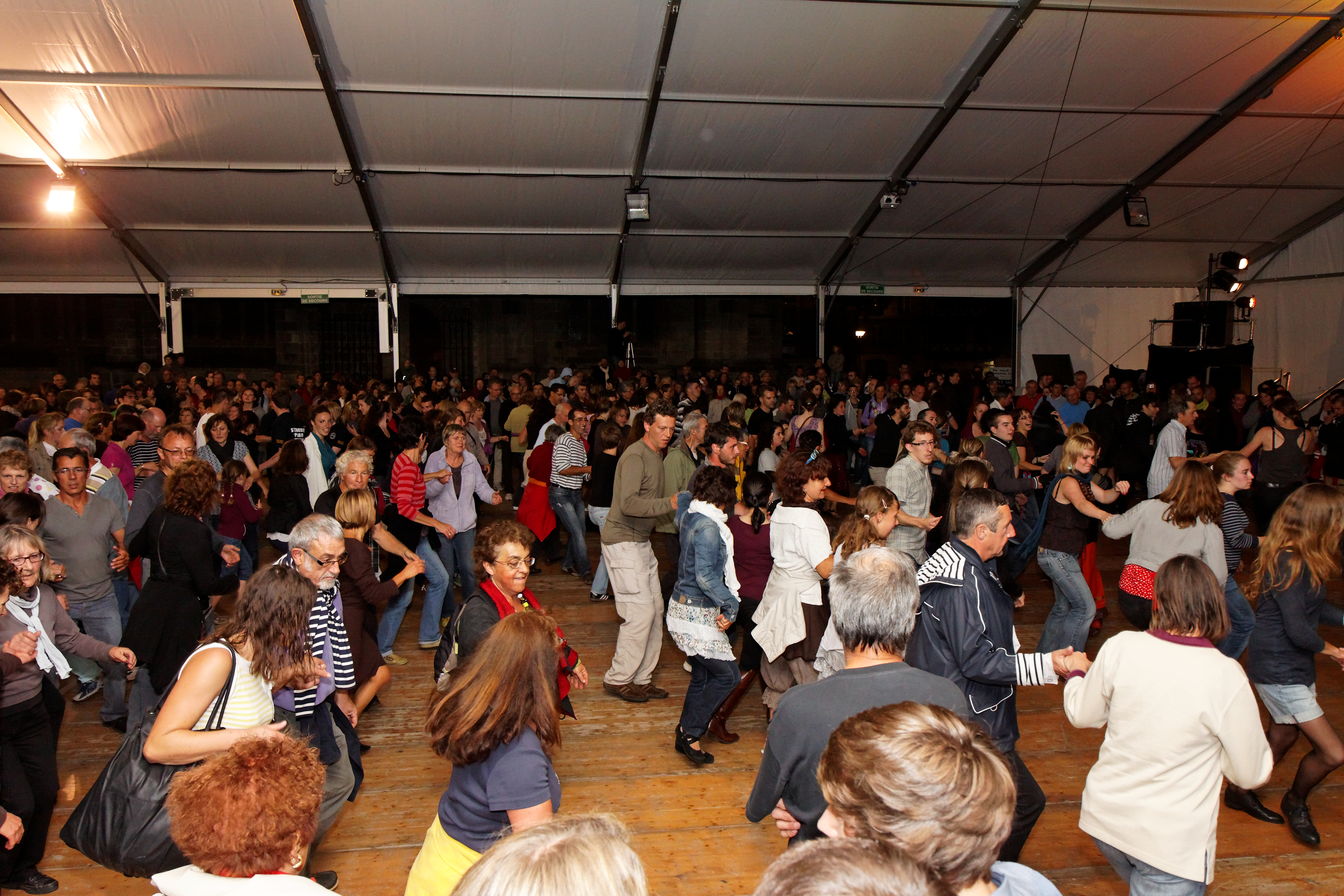
Danse de couples au Cornouaille 2011

La contredanse (country dance anglaise), qui offre à l'individu l'occasion de se mettre davantage en valeur, va trouver grâce tout au long du XVIIIe siècle sur l'ensemble du territoire français. Ces danses à deux ou quatre couples investissent d'abord le public citadin avant de gagner peu à peu le monde rural des provinces françaises dès 1840.
Dès le début du XIXe siècle, la Haute-Bretagne n'échappe pas à cette transformation : les danses en rond du fonds ancien reculent, sont modifiées et les formes issues des contredanses prennent place dès les environs de 1870, au point de devenir en fin de tradition la forme de danse la plus pratiquée en Haute-Bretagne. La figure de l’été du quadrille français va avoir notamment une inﬂuence considérable, donnant naissance aux avant-deux qui vont foisonner à la ﬁn du XIXe siècle dans toute la France et notamment en Haute-Bretagne : avant-deux de travers, avant-deux de long et avant-deux du nord de l’Ille-et-Vilaine, mais aussi à des contredanses autres que des avant-deux (c.-à-d. pour lesquelles tout le dispositif danse simultanément) en particulier dans le nord de la Haute-Bretagne (contredanse croisée ou kérouézée par exemple).
Le XIXe siècle, c'est aussi l'apparition des danses en couples : polkas, mazurkas, valses, scottishes. Elles sont plus ou moins assimilées par la tradition du pays gallo (la polka se modiﬁe pour aboutir à de nombreuses variantes telles que les aéroplanes, la guibra, les bals de Jugon, de Dinan et autres). Ces danses ont en effet été elles aussi assimilées et refaçonnées dans le creuset de la pratique populaire qui les a adoptées.
La Basse-Bretagne n'est pas totalement imperméable, en donnant naissance à des danses proches des quadrilles comme le jabadao de Locquénolé. Les formes de contredanses supplantent aussi très souvent les ﬁgures du bal ancien (chaîne des dames, chaîne anglaise). Appliquées à la monferrine du Piémont, elles donnent les dérobées. On les retrouve encore dans les jabadaos, les jibidis et autres, surtout en sud-Cornouaille. Cependant, elles représentent une inﬂuence faible en Basse-Bretagne où les danses communautaires issues du fonds médiéval restent largement prioritaires.

### Des danses de groupe aux danses de couple

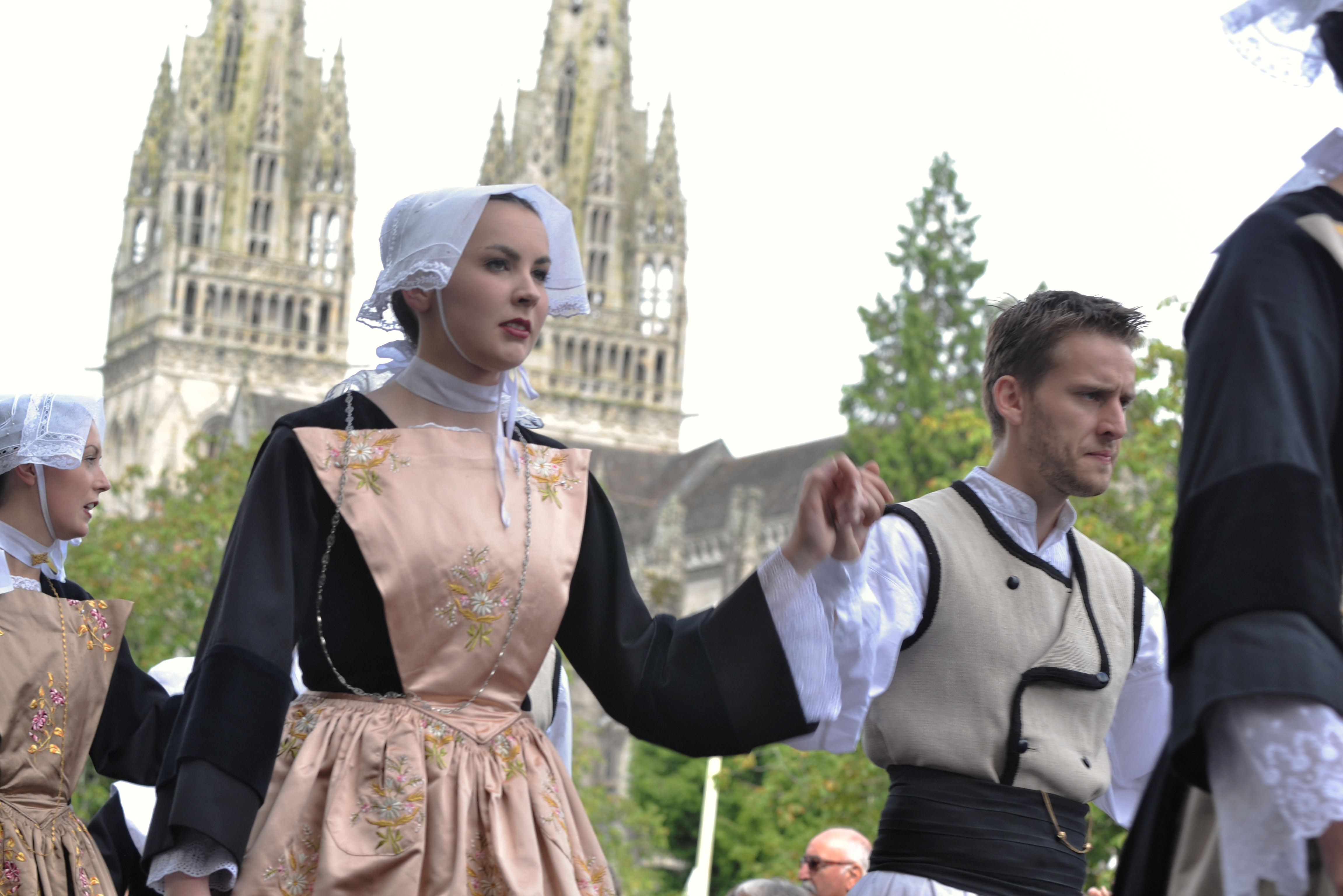
Danse en cortège (kas abarh) par les danseurs de la Kevrenn Alré.

À partir du milieu du XIXe siècle, l'évolution des danses a été de plus en plus rapide, suivant l'évolution de la société (révolution industrielle, modification des moyens de transport, influence grandissante des villes…). En ce qui concerne la danse, on note l'apparition de nouvelles danses, la création de variantes locales (à mettre en parallèle avec la diversification et l'évolution brutale des coiffes) et une uniformisation des costumes dans chaque pays qui ont ainsi finalement créé une identification à un terroir beaucoup plus marquée.[réf. souhaitée]
À la veille de la Première Guerre mondiale, l’en dro a évolué en passant en cortège de couples, devenant une danse distincte, le kas abarh. La ronde avait commencé à s'ouvrir à partir de la frange occidentale, à l'est de la Laïta et de l'Ellé, en imitation de la Cornouaille voisine. Ainsi se côtoient la formule ancienne de la grande chaîne, les chaînes courtes et les cortèges de couples. À côté de ces nouvelles danses apparaissent des danses en couple, qui sont soit :
- créées à partir de danses traditionnelles
- introduites depuis d'autres terroirs (le plus souvent sous l'influence de la mode des villes) : valses, mazurkas, polkas, scottishes.

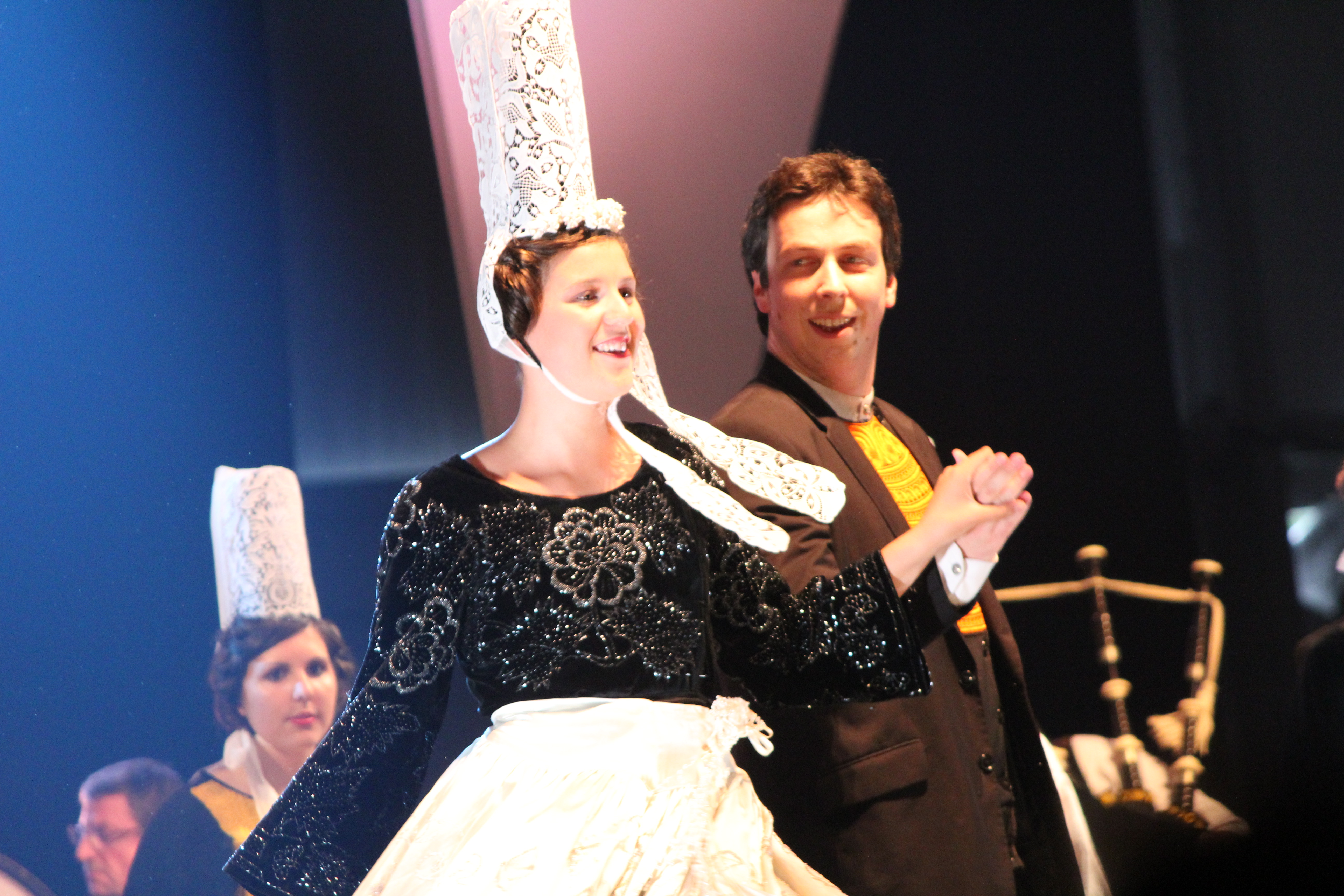
Danse de couple d'un cercle Bigouden

Elles traduisent l'affirmation de l'individu qui « recherche dans l'activité sociale un plaisir plus personnel », pour une danse de relations et d'échanges, à la fois plus libres et plus superficiels. Ainsi, les occasions de se mettre en valeur se multiplient, soit comme meneurs des chaînes, soit comme cavaliers de couples distincts, puis lors de concours. La danse cesse d'être un rite social pour n'être plus qu'un divertissement. La danse rurale et la citadine retrouvent leur unité perdue depuis trois siècles, au prix d'un égal oubli de leurs origines communes. Le milieu folklorique abandonne ses moyens d'expression personnels pour copier la mode des danses de salon venue des villes.
L'accélération des transports et le décloisonnement des pays (par exemple, le défrichement des Landes de Lanvaux par des Nantais) ont permis un brassage des danses et des airs les accompagnant.[réf. souhaitée] Dans les années 1950, le collectage ainsi que le travail des cercles celtiques ont aussi beaucoup contribué à cette diffusion à travers toute la Bretagne.

## La danse dans le contexte de la société traditionnelle
Dans la tradition de la danse bretonne, les fêtes calendaires n'occupent pas une place notable. Il n'existe pas non plus de danses de quête, ni de danses réservées à une classe d'âge ou à une catégorie spéciale d'exécutants, connues ailleurs en France et en Europe. Jusqu'au milieu du XIXe siècle, le répertoire des danses semble avoir été commun aux différentes couches sociales, aux citadins, aux ruraux et aux villages côtiers. Puis, peu à peu, cette tradition gestuelle est devenue essentiellement paysanne.

### Noces

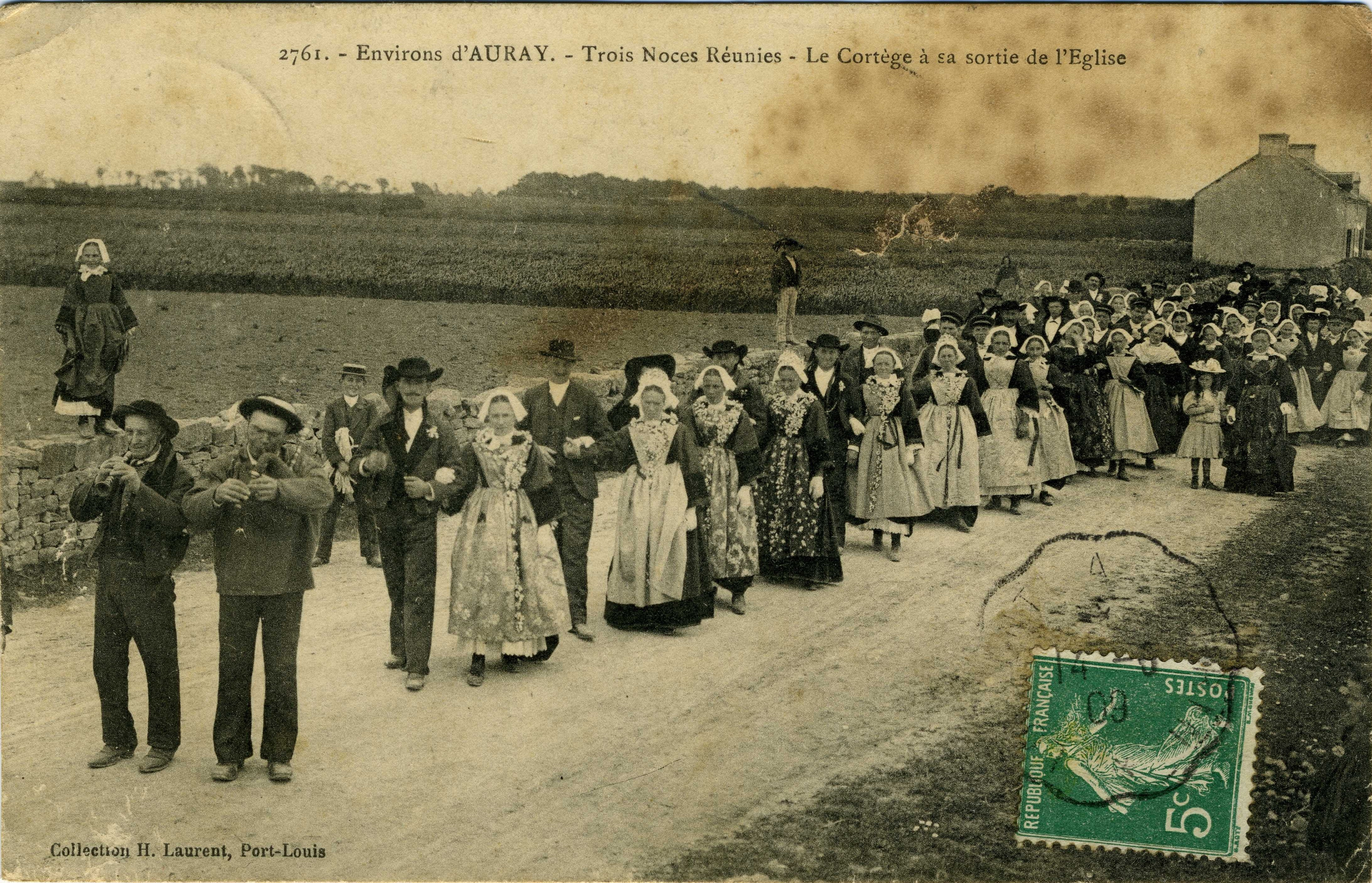
Cortège de trois noces accompagné d'un couple de sonneurs vers Auray en 1908.

Dans la société paysanne du XIXe siècle, les grandes occasions de danse sont principalement les noces. Une noce moyenne rassemble environ 200 à 300 convives. Certaines ont pu parfois réunir jusqu'à 1 000 ou 2 000 personnes, la fête se déroulant alors sur quatre jours. On n'hésite pas à engager les sonneurs les plus réputés sans regarder à la dépense et e sont eux qui, infatigables, vont animer toutes les festivités. Les danses ponctuent bien évidemment chacun des moments de la noce mais leurs occurrences ne revêtent pas toutes la même signification. En Basse-Bretagne, les « danses d'honneur » prennent place essentiellement après la cérémonie religieuse, suivant un protocole et réservées aux mariés et à quelques-uns des convives. Gavotte d'honneur, dañs an eured (danse du mariage), dañs ar boked (danse du bouquet), elles commencent sur la place devant l'église mais la ronde se déplace dans le village, de café en café, jusqu'au lieu du festin. En Haute-Bretagne, un tel protocole ne semble pas avoir eu lieu, sauf en Loire-Atlantique pour les premiers avant-deux du bal de noces.
Des « danses récréatives » sont librement effectuées, avant ou pendant le repas ainsi que tout au long de l'après-midi. Par exemple, la dañs ar rost précède l'arrivée du rôti. Le repas terminé, ce sont encore les sonneurs qui mènent le bal du soir, ouvert lui aussi par la « danse d'honneur » réservée comme le matin aux mariés, aux couples d'honneur et à la famille proche. Cette première journée s'achève par la soupe au lait portée aux jeunes mariés dans leur lit avec chant et danse. En Basse-Bretagne, lors du retour de noce (adeured) ou du dernier jour des festivités, il était d’usage de convier à un repas les gens les plus pauvres de la communauté (ce qui pouvait représenter un surplus de plusieurs centaines de personnes). Le bal qui s’ensuivait permettait de réunir les deux types de convives.

### Pardons et les foires

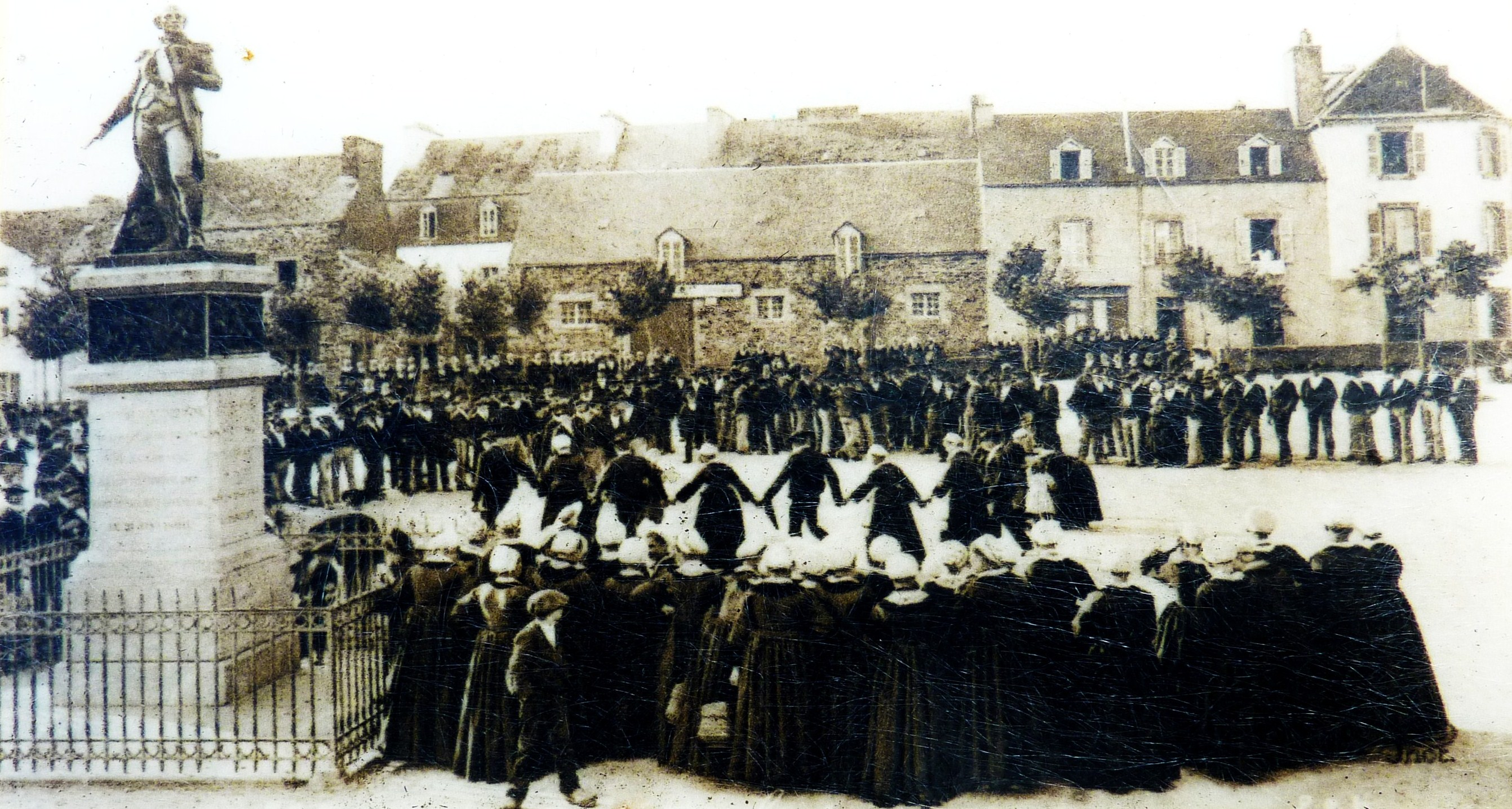
Une dañs tro après le marché, Carhaix, vers 1900

Certaines danses se pratiquaient qu'à l'occasion de cette exultation de la joie des convives. Mais, outre ces réjouissances, les dimanches pouvaient donner lieu à des danses, particulièrement lorsqu'il y avait des pardons. Les pardons et les fêtes votives ont toujours occupé en Bretagne une place importante, sans doute en raison de son caractère profondément croyant. Le pardon mêlait fête religieuse et activités profanes, dévotion pour le saint, commerce forain et bien sûr danse communautaire. Elles se déroulent généralement après les vêpres, à proximité des lieux de cultes, sur des aires appelées leur ar pardon. Fête de la Saint-Jean et de la Saint-Pierre, on dansait autour du feu ronﬂant (tantad), au souvenir des morts, puis les plus jeunes ou les plus athlétiques sautaient par-dessus les tisons rougeoyants du brasier qui ﬁnissait de se consumer. Lieu de commerce mais aussi de simples rencontres, la foire et le marché étaient souvent une occasion de danse, portée par les couples de sonneurs qui venaient étaler leur savoir-faire en espérant décrocher ainsi des contrats pour les noces qui se préparaient.

### Travaux communautaires
Les occasions de danse autres que les noces ne sont pas que des prétextes ; la danse quotidienne dépassait le simple aspect ludique du loisir pour être un des éléments de la force communautaire, au même titre que la peine collective des grands travaux. Travail et loisirs étaient intimement liés. On chantait et on dansait entre voisins après les travaux agricoles et les corvées dans un exutoire parfois aussi éprouvant physiquement que le travail qui avait duré des premières lueurs de l'aube à la tombée de la nuit. Les pratiques agricoles étaient communautaires et le délassement qui suivait également, regroupant par exemple, lors des récoltes de betteraves et des arrachages de pommes de terre en septembre, la population de plusieurs villages voisins pour des réjouissances pleines de convivialité. De son côté, Jean-Michel Guilcher explique que « plus la besogne a été rude, plus est grande la revanche du plaisir. Le maître de maison le sait. Il prévoit le divertissement en même temps que la tâche. » Le profond sentiment de solidarité soudait alors le groupe ainsi que l'habitude de la pratique lui assuraient une cohésion gestuelle profondément établie.

#### Aire à battre

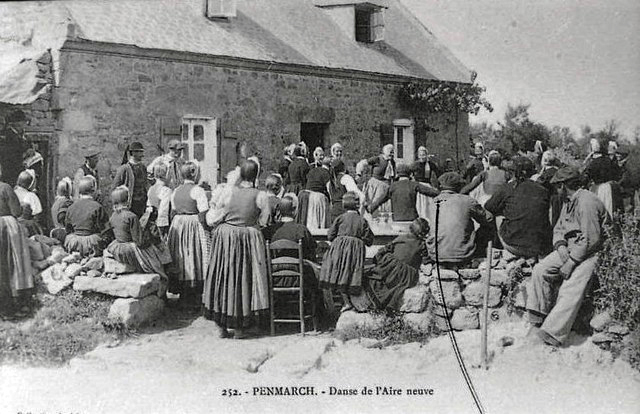
Danse de l'aire neuve à Penmarch

La réalisation d'une aire à battre est une des occasions de danser : en Basse-Bretagne, la fête de l'aire neuve (fest al leur nevez en breton) est attestée en 1801 par Jacques Cambry qui en laisse une description précise, des souvenirs de voyage remontant en fait à la fin du XVIIIe siècle, ainsi que Per-Jakez Hélias dans Le Cheval d'Orgueil. Cette technique de la danse pour tasser l'argile, une des premières fêtes profanes de Bretagne, a commencé à disparaître dès la fin du XIXe siècle, l'aire à battre ne se justifiant plus en raison des techniques nouvelles employées en agriculture. Les dernières ont survécu dans certains terroirs jusque dans l'entre-deux-guerres. Contrairement aux autres occasions rythmées principalement par le chant, les danseurs sont le plus souvent  soutenus par un couple de sonneurs rémunérés.
En Basse comme en Haute-Bretagne, une occasion de danser similaire consistait à refaire sol des habitations (leur an ti en Basse-Bretagne, la place en Haute-Bretagne). Cette occasion portait le nom de pilerie de place (parfois foulerie de place) en gallo, et de fest al leur-zi nevez en breton.

#### Veillées de filage
De nombreux autres grands travaux agricoles se déroulent à la belle saison, jusqu'à la Toussaint : l’ambleudadeg ed du qui nécessite de fouler le blé noir pour l'écosser en exécutant une danse tout comme la frikadeg bloc'h pour le lin dans le Trégor... Cependant, les mizioù du, les mois d'hiver, sont aussi l'occasion de se réunir en veillée, pour des travaux moins éreintants tels que le tissage, le ﬁlage du lin, la confection des paniers notamment, activités qui laissaient davantage de temps aux divertissements et à la danse. Au plaisir de danser s'ajoute parfois dans ces veillées l'émulation entre les différents exécutants, stimulés alors par une formule de concours combinant jeux et changements musicaux auxquels les danseurs, départagés par un jury, doivent s'adapter.

## Pratiques actuelles
Aujourd’hui, la danse bretonne est pratiquée presque exclusivement soit en bal (fest-noz, fest-deiz, bals folks) ou par les cercles celtiques. À cela s’ajoutent quelques concours de danse, organisés de façon ponctuelle sur tout le territoire breton.

### En bal
Crée en 1954 à l’initiative de Loeiz Ropars sur le modèle des veillées du Centre Bretagne, le fest-noz (fête de nuit en breton) constitue aujourd’hui le contexte majeur de pratique de la danse bretonne. Il s’agit d’un bal avec pour répertoire les danses de l’ancienne société traditionnelle bretonne. Lorsque ce bal a lieu en journée, on parle de fest-deiz (fête de jour). Si au départ le répertoire était limité au répertoire dansé du Centre Bretagne (les dañs-tro essentiellement), il s’est très vite complété de l’ensemble du répertoire traditionnel de la région. Depuis le 5 décembre 2012, le fest-noz est inscrit au patrimoine culturel immatériel de l’humanité par l’UNESCO. S’il existe des festoù-noz en dehors de Bretagne, il est aussi possible de danser une partie du répertoire en bal folk.

### Groupes folkloriques
À la différence du fest-noz, la pratique dans des ensembles d’arts et traditions populaires a pour vocation première le spectacle. Si l’on peut trouver les origines des cercles celtiques dès le XIXe siècle dans les démonstrations pour touristes du pays guérandais, les premiers ensembles tels que nous les connaissons aujourd’hui datent de l’entre-deux-guerres. Les cercles celtiques les plus anciens ont contribué à la collecte de différents aspects culturels, en particulier la danse et le costume traditionnel. D’une activité essentiellement de conservation et de démonstration, les cercles celtiques ont aujourd’hui évolué vers une activité scénique et artistique, tout en conservant les aspects d’apprentissage de la danse.

## Accompagnement
Traditionnellement, les danses bretonnes étaient accompagnées soit par un couple de sonneurs (biniou-bombarde ou une combinaison entre biniou, bombarde, accordéon et vielle à roue) soit par un ou plusieurs chanteurs. La clarinette et le violon ont eux aussi une place importante dans l'histoire de la musique bretonne même si leur arrivée est plus tardive.
Dans la partie occidentale de la Cornouaille, le couple biniou-bombarde était le mode d'accompagnement privilégié et c'est de là que s'est propagé cette pratique au reste de la Basse-Bretagne, au détriment du chant, hormis en pays montagne de Haute-Cornouaille. Dans certains terroirs, les deux types d'accompagnement (chanté et musical) se rencontraient, notamment en Haute-Bretagne et dans le Pays vannetais.
Les sonneurs étaient souvent des professionnels qui officiaient en pays bretonnant et en pays gallo, rémunéré de façon fort conséquente, au point de constituer un second salaire pour celui qui n'en fait pas son unique profession. Il s'agissait souvent de meuniers (qui avaient plus de temps libre) et qui étaient assez mal vus car ils étaient réputés pour séduire les jeunes filles[réf. souhaitée].
Le chanteur est bénévole, le chant étant une pratique quotidienne, et le musicien n'intervient que pour les grandes cérémonies. C'est pour cela que les instrumentistes sont moins nombreux et qu'ils distillent leur talent sur des aires géographiques relativement étendues, avec par conséquent un répertoire adapté ou différencié. Ils sont également influencés par des airs extérieurs, qu'ils peuvent adapter, et contrairement aux chanteurs, ils sont extérieurs au mouvement de la danse.
Aujourd'hui, de nouveaux instruments de musique ont intégré les groupes de fest noz, du plus traditionnel au plus moderne : percussions africaines, guitares du monde entier, violon aux accents de l'est, électro, cuivres… Autant de sons différents et originaux qui intègrent et servent l'esprit des danses bretonnes.

### Instruments

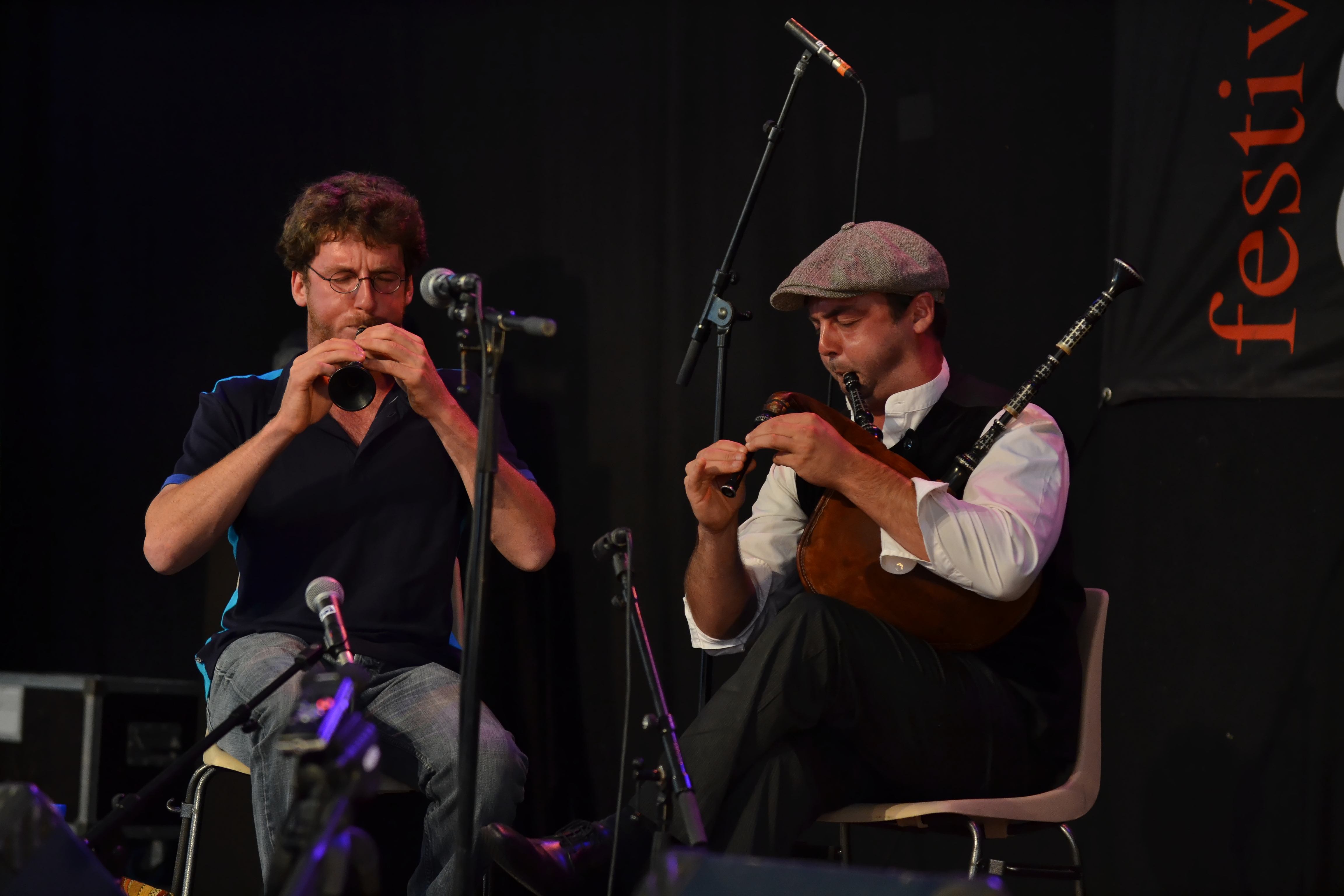
Couple bombarde/biniou koz lors du Trophée Plume de Paon 2013

Le biniou (cornemuse bretonne) est apparu dans sa forme actuelle au cours du XVIIIe siècle et a supplanté la veuze (cornemuse en pays nantais et paludier) avant d'être lui-même plus ou moins concurrencé par la cornemuse écossaise au XXe siècle. Il forme avec la bombarde un couple indissociable ; celle-ci est un instrument à vent à hanche double de la famille des hautbois. Elle produit un son particulièrement puissant permettant d'animer les grandes noces (pouvant atteindre un millier de personnes) du début du XXe siècle. Le biniouer joue en continuité, le talabarder (joueur de bombarde), du fait de la difficulté de souffle, n'interprète que la première phrase musicale. C'est cependant ce dernier qui mène le jeu du couple le plus souvent.
Attesté anciennement dans presque toute la Bretagne, le violon n'apparaît plus au début du XIXe siècle qu'en Haute-Bretagne (où il est largement utilisé) et supplante le biniou dans certains terroirs bas-bretons (Trégor, Goëlo, Bas-Léon, pays de Pontivy, île de Groix). Après le milieu du XIXe siècle, il est remplacé par l'accordéon sur l'ensemble de la Bretagne, malgré les craintes de défenseurs de la culture bretonne qui voient en cette boîte du diable (bouest an diaoul) un danger pour la pratique instrumentale ancienne et le chant, achevant souvent les formes musicales qui étaient la dernière expression d'une société paysanne en voie d'extinction. La clarinette fait son apparition au début du siècle suivant, privilégiée dans le Centre-Bretagne, appelée treujenn gaol (tronc de chou). La vielle à roue, instrument à corde souvent associé à la bombarde et parfois à la clarinette, était utilisée dans le Nord (nord de la Haute-Bretagne et Côtes-d'Armor).

### Chant

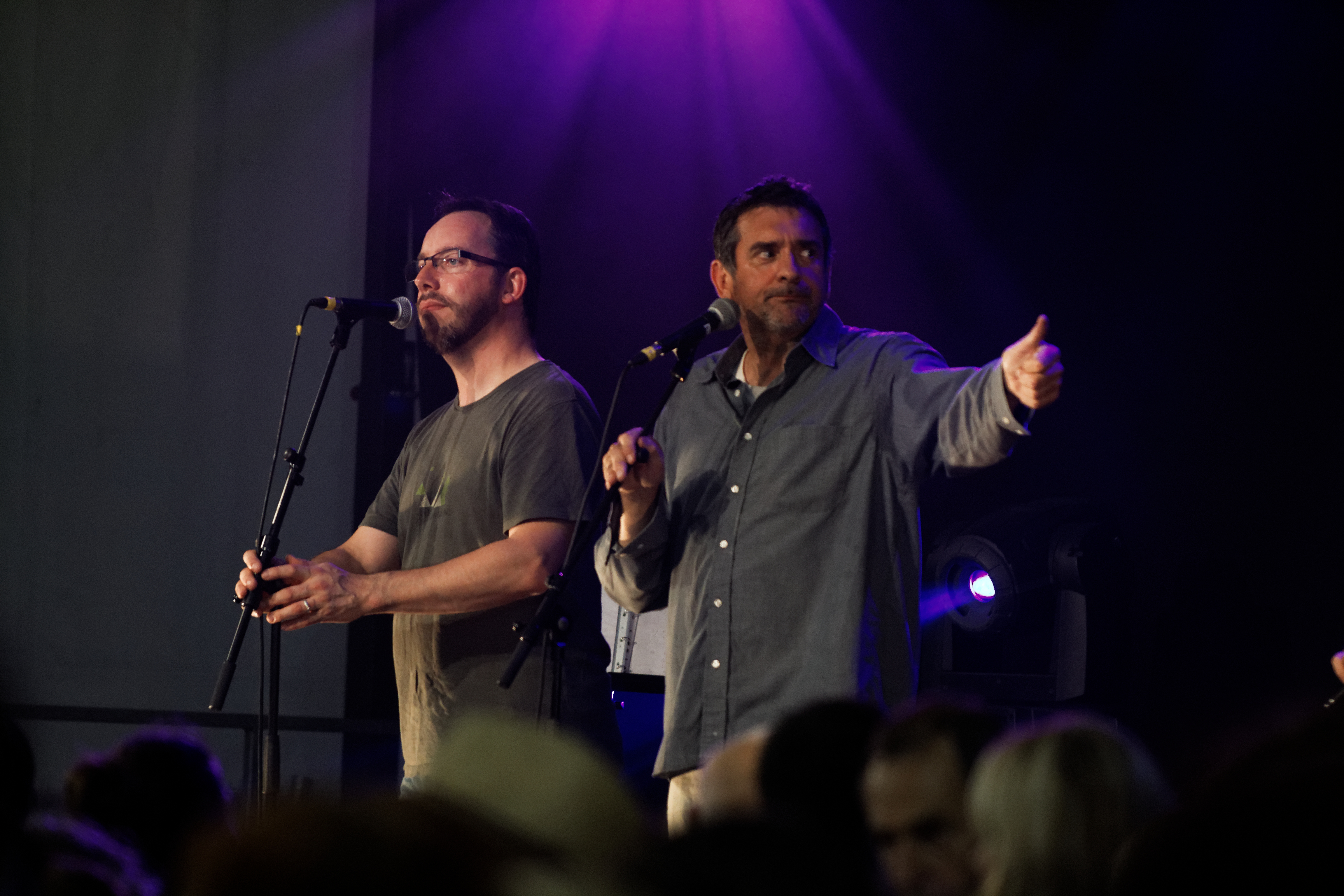
Chanteurs de Loened Fall en fest-noz lors du festival de Cornouaille 2013

En centre-Bretagne, le chant, sous la forme du kan ha diskan (litt. chant et déchant), accompagne la danse. C'est le mode d'accompagnement le plus ancien en pays de gavotte cornouaillaise en ronde.
On distingue les chants à répondre et les chants à compter (ou décompter) de Haute Bretagne et le kan ha diskan.
Le chant à répondre diffère du kan ha diskan par l'absence de tuilage. Les chants à compter (ou décompter) développés au XIXe siècle rythmaient les travaux. En pays vannetais-gallo, le chant l'emportait nettement sur l'accompagnement instrumental.
Le texte revêtait une importance particulière, où se débridait la verve des chanteurs, impliquant parfois dans leurs paroles des personnes réelles, pour leur faire honneur ou les « égratigner » avec une ironie plus ou moins prononcée, retraçant aussi certains faits de l'histoire locale. L'attention était ainsi mobilisée par trois éléments étroitement imbriqués : la sémantique du texte, la mélodie musicale et la gestuelle de la danse collective.

### Meneurs
Certaines danses comme la dañs tro commençaient par un appel à la dans (galv an dañs en breton). Les chanteurs entonnaient la mélodie lentement, sans rythme particulier, d'abord sans paroles, puis avec quelques phrases improvisées ou préparées, ce qui leur permettait de s'adresser à l'assemblée des danseurs et de faire état de leurs talents de paroliers. Pendant ce temps, les danseurs se mettaient en place en suivant le rituel propre à chaque danse. Si aujourd'hui les chanteurs sont sur scène devant un micro, ils menaient autrefois la danse dans la ronde ; leur pratique vocale était ainsi en profonde adéquation avec la gestuelle, soutenue par le martèlement des pieds, celui-ci devenant par moments le seul repère rythmique pour les danseurs trop éloignés en fin de longue chaîne.
En Vannetais gallo, le chanteur (qui intègre souvent la danse), est le meneur de la danse et tout le groupe répond. En pays Léon, la danse à double front était uniquement assurée par le chant de deux hommes qui se tenaient parfois au milieu de la ligne d'hommes pour être plus audibles : le plus souvent, ils étaient précédés d'un couple de meneurs de danse.